# Зелёные коты
«Зелёные коты» (эст. Rohelised kassid) — художественный фильм эстонского режиссёра Андреса Пуустусмаа. Премьера фильма состоялась 20 ноября 2017 года.

## Сюжет
История о двух мужчинах пенсионного возраста (Маркус и Эдуард), которые долгие годы провели в заключении. Освободившись по амнистии, они хотят изменить свою жизнь.

## В ролях
- Тыну Карк — Маркус
- Сергей Маковецкий — Эдуард
- Майт Малмстен — Пётр
- Кирилл Кяро — Кирилл
- Юлле Кальюсте — Марта